# Lepidium monoplocoides
Lepidium monoplocoides är en korsblommig växtart som beskrevs av Ferdinand von Mueller. Lepidium monoplocoides ingår i släktet krassingar, och familjen korsblommiga växter. Inga underarter finns listade i Catalogue of Life.